# Ahsee Tuala
Pas d'image ? Cliquez ici

a Compétitions nationales et continentales officielles uniquement.

b Matchs officiels uniquement.
Dernière mise à jour le 30 avril 2024.
Ahsee Tuala, né le 23 août 1989 à Moto'otua (Samoa), est un joueur de rugby à XV international samoan évoluant essentiellement aux postes d'arrière ou d'ailier. Il joue entre 2015 et 2022 avec l'équipe des Northampton Saints en Premiership. Il mesure 1,91 m pour 103 kg.

## Carrière

### En club
Ahsee Tuala a commencé sa carrière professionnelle en 2009 avec la province des Counties Manukau en National Provincial Championship (NPC). En 2010 et 2011, il est également retenu pour  faire partie du groupe d'entrainement des Chiefs en Super Rugby, sans pour autant jouer le moindre match.
En 2015, il rejoint le club anglais des Northampton Saints en tant que joker médical de Ben Foden. Grâce à de bonnes performances, il prolonge ensuite son contrat avec le club jusqu'en juin 2016, avant de prolonger à nouveau pour un an supplémentaire,. En 2017, il signe un nouveau contrat le liant avec Northampton jusqu'en 2020. Il prolonge à nouveau son contrat en février 2020. En 2022, après huit saisons et 140 matchs avec les Saints, il n'est pas conservé, et retourne vivre en Nouvelle-Zélande,.
Tuala fait ensuite son retour avec les Counties Manukau pour la saison 2022 de NPC.

### En équipe nationale
Ahsee Tuala obtient sa première cape internationale avec l'équipe des Samoa le 14 novembre 2014 à l’occasion d’un test-match contre l'équipe du Canada à Vannes.
En 2015, il retenu dans le groupe élargi pour préparer la Coupe du monde en Angleterre. Il ne sera cependant pas sélectionné dans le groupe final, contrairement à ses coéquipiers de Northampton George Pisi, Ken Pisi et Kahn Fotuali'i.
En 2019, il est retenu par le sélectionneur Steve Jackson (en) dans le groupe samoan pour disputer la Coupe du monde au Japon. Il joue deux matchs lors de la compétition, contre le Japon et l'Irlande.

## Palmarès

### En équipe nationale
- 23 sélections avec les Samoa depuis 2014.
- 50 points (4 essais, 2 pénalités, 12 transformation).

- Participation à la Coupe du monde en 2019 (2 matchs).